# Убежище (фильм, 1995)
«Убежище» (англ. Hideaway) — кинофильм, снятый по книге американского писателя Дина Кунца.

## Сюжет
После ритуального убийства своей матери и сестры, Васаго (Систо) кончает с собой, бросившись на нож. Антиквар Хэтч Харрисон (Голдблюм) вместе с семьёй попадает в аварию. Он впадает в кому, где видит видение потустороннего мира и свою умершую дочь Саманту. Однако, доктор Найдберн (Молина) возвращает его к жизни. После выздоровления Хэтч вступает в телепатическую связь с Васаго, который выжил после самоубийства и продолжает убивать. Жена не верит Хэтчу, связывая видения с чувством его вины за гибель Саманты. Видения жертв Васаго преследуют Хэтча. Скоро одной из них должна стать его дочь Реджина. Сообщения о пропавших девушках появляются в газетах, но тел не находят. Пытаясь предотвратить смерть Реджины, Хэтч сталкивается с потусторонними силами, властно вторгающимися в реальную жизнь через дверь, приоткрытую доктором Надбером, сын которого покончил с собой, принеся себя в жертву Сатане.

## В ролях
| Актёр               | Роль            |
| ------------------- | --------------- |
| Джефф Голдблюм      | Хатч            |
| Кристин Лахти       | Линдси Харрисон |
| Алисия Сильверстоун | Реджина         |
| Рэй Дон Чонг        | Роуз Орветто    |
| Альфред Молина      | Джонас          |
| Джереми Систо       | Вассаго         |
| Кеннет Уэлш         | детектив Брич   |